# Hybomitra frosti
Hybomitra frosti är en tvåvingeart som beskrevs av Pechuman 1960. Hybomitra frosti ingår i släktet Hybomitra och familjen bromsar. Inga underarter finns listade i Catalogue of Life.